# Knud Heinesen
Knud Rasmussen Heinesen, född 26 september 1932 i Kerteminde på Fyn, död 8 januari 2025, var en dansk socialdemokratisk politiker, statsråd och företagsledare. Han var folketingsledamot 1971—1985.
Heinesen var son till redaktören Hans Kristian Marius Ove Rasmussen (1906–1973) och Sigrid Margrethe Mary Jensen (1898–1940), men adopterades av sin faster efter moderns död. Han tog studentexamen vid Aurehøj gymnasium i Gentofte 1951 och blev pol.kand. vid Köpenhamns universitet 1959. Efter sin examen arbetade han som lärare på arbetarrörelsens folkhögskola i Roskilde, som han sedan var föreståndare för (1962–1967), och som lektor i nationalekonomi vid Københavns handelshøjskole (1968–1971). Inom socialdemokratin var han sekreterare i Arbejderbevægelsens Erhvervsråd, förbundsordförande i Frit Forum (1961–1962) och generalsekreterare för Det kooperative fællesforbund, numera Kooperationen (1967–1968). Han var även socialdemokratisk representant i Radiorådet (1963–1971), varav som ordförande från 1967.
Heinesen blev invald i Folketinget 1971 och utsågs direkt till utbildningsminister i Jens Otto Krags tredje ministär. Under denna mandatperiod stod han bl.a. bakom utvidgningen av undervisningsplikten i folkskolan från sju till nio år och avskaffandet av Rask-Ørstedfondet (som ersattes av en rad forskningsråd). I september 1973 utsågs han till budgetminister, men regeringen avgick redan efter valet i december samma år. Som ordinarie folketingsledamot var han ledamot i finansutskottet (1974–1975). Då Anker Jørgensen åter bildade regering i februari 1975 utsågs Heinesen till finansminister. Denna befattning innehade han till 1979 och igen 1981–1982. Under en kort period var han även infrastrukturminister (1981). I Folketinget ingick han i den socialdemokratiska folketingsgruppens ledning, däribland som gruppordförande (1979–1981) och politisk ordförande (1982–1983). Han var även vice partiordförande (1980–1985).
Heinesen lämnade politiken 1985 för att bli direktör för Københavns Lufthavnsvæsen (1985–1989). Han var sedan koncernchef för Spies/Tjæreborg (1989–1991) och verkställande direktör för BRFkredit A/S och BRFholding A/S (1991–1995).

## Övriga förtroendeposter
- Ledamot i A-pressens styrelse och verkställande utskott (1979–1981)
- Styrelseledamot av Danmarks Nationalbank (1979–1981)
- Ledamot i Arbejderbevægelsens erhvervsråd verkställande utskott (1979–1981)
- Ledamot av LO:s verkställande utskott (1979–1981)
- Styrelseledamot i KTAS (1980–1981)
- Styrelseledamot i TDC (1994–2003)
- Styrelseledamot i ATP (1995–2003)
- Styrelseledamot i Finansieringsfonden af 1992 (1996–1998)
- Styrelseledamot i Aktuelt (1998–2001)
- Styrelseledamot i DSB (2000–2002)